# Tony Tanti
Anthony "Tony" Tanti, född 7 september 1963, är en kanadensisk före detta professionell ishockeyspelare som tillbringade elva säsonger i den nordamerikanska ishockeyligan National Hockey League (NHL), där han spelade för ishockeyorganisationerna Chicago Black Hawks, Vancouver Canucks, Pittsburgh Penguins och Buffalo Sabres. Han producerade 560 poäng (287 mål och 273 assists) samt drog på sig 661 utvisningsminuter på 697 grundspelsmatcher. Hull spelade också på lägre nivåer för BSC Preussen/Berlin Capitals i Eishockey-Bundesliga/Deutsche Eishockey Liga (DEL) och Oshawa Generals i Ontario Hockey League (OHL).
Efter spelarkarriären driver han ett företag inom golv i West Vancouver, British Columbia och är tränare inom ungdomsishockey tillsammans med den före detta NHL-spelaren Dave Babych.

## Statistik
| 1979–1980                   | St. Michael's Buzzers       | MJBHL                       | 37  | 31  | 27  | 58  | 67  | —  | —  | —  | —  | —  |
| 1980–1981                   | Oshawa Generals             | OHL                         | 67  | 81  | 69  | 150 | 197 | —  | —  | —  | —  | —  |
| 1981–1982                   | Chicago Black Hawks         | NHL                         | 2   | 0   | 0   | 0   | 0   | —  | —  | —  | —  | —  |
|                             | Oshawa Generals             | OHL                         | 57  | 62  | 64  | 126 | 138 | 12 | 14 | 12 | 26 | 15 |
| 1982–1983                   | Chicago Black Hawks         | NHL                         | 1   | 1   | 0   | 1   | 0   | —  | —  | —  | —  | —  |
|                             | Oshawa Generals             | OHL                         | 30  | 34  | 28  | 62  | 35  | —  | —  | —  | —  | —  |
|                             | Vancouver Canucks           | NHL                         | 39  | 8   | 8   | 16  | 16  | 4  | 0  | 1  | 1  | 0  |
| 1983–1984                   | Vancouver Canucks           | NHL                         | 79  | 45  | 41  | 86  | 50  | 4  | 1  | 2  | 3  | 0  |
| 1984–1985                   | Vancouver Canucks           | NHL                         | 68  | 39  | 20  | 59  | 45  | —  | —  | —  | —  | —  |
| 1985–1986                   | Vancouver Canucks           | NHL                         | 77  | 39  | 33  | 72  | 85  | 3  | 0  | 1  | 1  | 11 |
| 1986–1987                   | Vancouver Canucks           | NHL                         | 77  | 41  | 38  | 79  | 84  | —  | —  | —  | —  | —  |
| 1987–1988                   | Vancouver Canucks           | NHL                         | 73  | 40  | 37  | 77  | 90  | —  | —  | —  | —  | —  |
| 1988–1989                   | Vancouver Canucks           | NHL                         | 77  | 24  | 25  | 49  | 69  | 7  | 0  | 5  | 5  | 4  |
| 1989–1990                   | Vancouver Canucks           | NHL                         | 41  | 14  | 18  | 32  | 50  | —  | —  | —  | —  | —  |
|                             | Pittsburgh Penguins         | NHL                         | 37  | 14  | 18  | 32  | 22  | —  | —  | —  | —  | —  |
| 1990–1991                   | Pittsburgh Penguins         | NHL                         | 46  | 6   | 12  | 18  | 44  | —  | —  | —  | —  | —  |
|                             | Buffalo Sabres              | NHL                         | 10  | 1   | 7   | 8   | 6   | 5  | 2  | 0  | 2  | 8  |
| 1991–1992                   | Buffalo Sabres              | NHL                         | 70  | 15  | 16  | 31  | 100 | 7  | 0  | 3  | 3  | 4  |
| 1992–1993                   | BSC Preussen                | Eishockey-Bundesliga        | 34  | 14  | 17  | 31  | 73  | —  | —  | —  | —  | —  |
| 1993–1994                   | BSC Preussen                | Eishockey-Bundesliga        | 41  | 13  | 19  | 32  | 44  | —  | —  | —  | —  | —  |
| 1994–1995                   | BSC Preussen                | DEL                         | 42  | 25  | 33  | 58  | 114 | 9  | 2  | 2  | 4  | 8  |
| 1995–1996                   | BSC Preussen                | DEL                         | 43  | 32  | 28  | 60  | 56  | 11 | 9  | 5  | 14 | 16 |
| 1996–1997                   | Berlin Capitals             | DEL                         | 44  | 14  | 25  | 39  | 42  | 4  | 0  | 2  | 2  | 6  |
| 1997–1998                   | Berlin Capitals             | DEL                         | 39  | 8   | 23  | 31  | 64  | 4  | 0  | 1  | 1  | 20 |
| NHL totalt                  | NHL totalt                  | NHL totalt                  | 697 | 287 | 273 | 560 | 661 | 30 | 3  | 12 | 15 | 27 |
| DEL totalt                  | DEL totalt                  | DEL totalt                  | 168 | 79  | 109 | 188 | 276 | 28 | 11 | 10 | 21 | 50 |
| Eishockey-Bundesliga totalt | Eishockey-Bundesliga totalt | Eishockey-Bundesliga totalt | 75  | 27  | 36  | 63  | 117 | —  | —  | —  | —  | —  |
| OHL totalt                  | OHL totalt                  | OHL totalt                  | 154 | 177 | 161 | 338 | 370 | 12 | 14 | 12 | 26 | 15 |